# لا لاما (بونتيفيدرا)
بلدية لا لاما (بالإسبانية: La Lama) هي بلدية تقع في مقاطعة بونتيفيدرا التابعة لمنطقة غاليسيا شمال غرب إسبانيا.

## الديموغرافيا
يبلغ عدد سكان بلدية لا لاما 2.976 نسمة عام 2011 (وفقاً للمعهد الوطني للإحصاء الإسباني).
| 2.988 | 2.985 | 2.882 | 3.026 | 2.995 | 3.001 | 2.976 |